# 빌헬름 박하우스

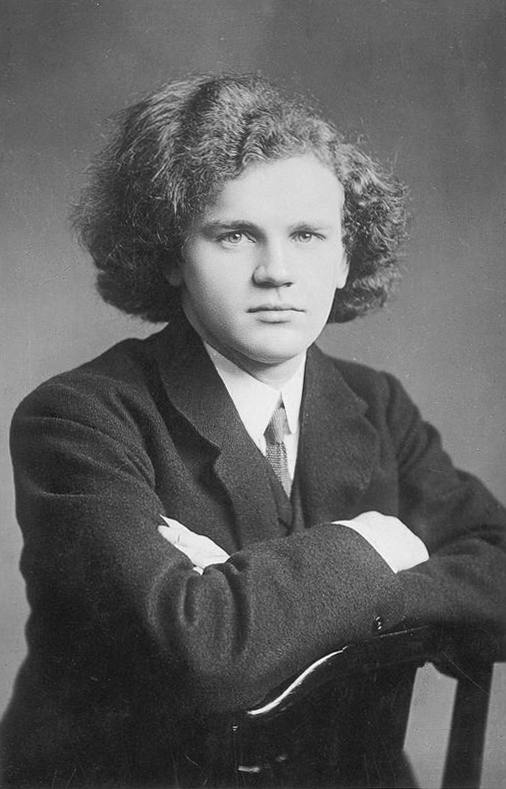
Wilhelm Backhaus, 1907

빌헬름 박하우스(Wilhelm Backhaus, 1884년 3월 26일 ~ 1969년 7월 5일)는 독일 태생의 피아니스트이다.
독일뿐 아니라 전 세계적으로 명성을 떨친 20세기 최대의 피아니스트 중의 한 사람이다. 베토벤·브람스와 같은 음악가의 독일 고전파·낭만파 피아노곡 연주에서 세계적으로 인정받는 피아니스트이다. 박하우스는 라이프치히에서 태어났다. 7세 때부터 8년간은 레켄도르프 교수에게서 개인지도를 받았고, 이어서 라이프치히 음악원에서 공부하였다. 졸업 후에는 오이겐 달베르에게 가르침을 받았다. 1900년 16세 때 독주가로서 데뷔하였다. 뛰어난 실력으로 1905년에는 루빈스타인 상을 받았다. 그 후 타계할 때까지 세계의 모든 나라를 독주가로서 연주 여행하였고, 도처에서 인정을 받았다. 그의 연주는 음이 순수하고 찬연하며, 연주 테크닉이 정연하고 완벽하다는 평을 들었다. 게다가 독일 고전·낭만파 음악을 조금도 형태를 무너뜨리지 않고 명확하고 단정히 치며, 그러면서도 풍성한 음악적 정감을 그 가운데에 실었다는 평도 듣는다. 주로 베토벤과 브람스의 전 피아노 작품을 잘 연주했으며, 말년에 이르러서부터는 차츰 모차르트의 작품도 연주하였다.

## 작곡 (편곡)
다른 많은 피아니스트 (리파티와 호로비츠 등)과 같이, 작곡을 하고, 젊은 시절 다음 몇 곡의 편곡을 남기고 있다.
쇼팽의 피아노 협주곡 1번을 편곡한 '로망스'

모차르트의 오페라 '돈조반니'의 "세레나데"를 피아노용으로 편곡했고, 베토벤의 피아노 협주곡 제 4번 제 3악장의 카덴차 (작곡)을 후년까지 즐겨 연주했다.